# Floronia bucculenta
Floronia bucculenta là một loài nhện trong họ Linyphiidae. Chúng được Carl Alexander Clerck miêu tả năm 1757.